# Иммерсивность
Иммерси́вность (от англ. immersive — «присутствие, погружение») — способ восприятия, создающий эффект погружения в искусственно созданную среду. Различные примеры эффекта погружения мы наблюдаем в управлении FPV-устройствами, кинематографе, театрализованных представлениях, постоянном взаимодействии с виртуальным сообществом в социальных сетях или многопользовательских играх. Иммерсивность обычно определяют как погружение в определённые, искусственно сформированные условия. Основной акцент делается на технологические факторы моделирования сознания посредством визуализации искусственного окружения.
Определённые уровни иммерсивного восприятия достигались в литературе и живописи с момента их зарождения. Именно глубина восприятия предопределяла успех произведений искусства. Предметом изучения психологии является вопрос, на который пока не получено ответа: как человеческое сознание разделяет субъективную, объективную и моделируемую реальность?

## История возникновения
История рассматриваемого феномена начинает отсчёт с момента первых попыток воссоздания окружающей реальности посредством рисунка, музыки и тому подобных способов. Восприятие не было однозначным, на кого-то влияние оказывалось с большим эффектом, на кого-то с меньшим.

## В культуре
Существует большое количество примеров внедрения иммерсивности в культуру, в основном, западную. «Secret cinema» (в переводе с англ. — «секретный кинотеатр») в Лондоне предлагает окунуться в виртуальную реальность и обещает полное стирание границ между реальным и виртуальным миром. «Sleep No More» (в переводе с англ. — «сна больше нет») в Нью-Йорке — это иммерсивный театр, куда приходят люди, чтобы на время окунуться в моделируемую реальность. Российский театр спустя несколько лет перенял эту тенденцию. Иммерсивный мюзикл «Чёрный Русский» (Black Russian), премьерные показы которого состоялись 15-18 сентября 2016 года, привнёс новое веяние в театральное искусство. Вот ещё несколько примеров иммерсивных спектаклей, которые можно увидеть в российской столице: «Морфеус», «Вернувшиеся» Архивная копия от 17 мая 2017 на Wayback Machine, «Неявные воздействия», «Русские сказки», «Твоя игра», «Москва 2048». Современные технологические решения позволяют активизировать внутреннее восприятие окружающего пространства, что даёт возможность формирования чувственного восприятия и создания внутреннего ощущения включённости (вживания) в реализуемый процесс.
Эффект иммерсивности активно применяется в кино, театре, живописи, индустрии развлечений. Виртуализация сознания позволяет активизировать мыслительные процессы и определяет возможность обострения восприятия.
Иммерсивное восприятие представляет особый интерес с точки зрения психологии. Чувство присутствия является важным аспектом переживаний человека, взаимодействующего с виртуальной средой. Чувство присутствия проявляется в ощущении переноса в виртуальную среду и реальности взаимодействия с находящимися в виртуальной среде объектами. Чувство присутствия можно определить как восприятие непосредственного взаимодействия с виртуальной средой без осознания того, что эта среда искусственно смоделирована технологией предъявления. Чувство вживания не влияет прямо на эффективность работы с виртуальным окружением, но обусловливает её качество, в частности, может влиять на возникновение технологических зависимостей.

## В психологии
Восприятие чувства присутствия обусловлено множеством факторов, которые могут быть дифференцированы как технологические и психологические. Технологические факторы — это особенности технологии предъявления, которые определяют, в какой мере виртуальная среда является реалистичной.
Особую роль при оценке внутреннего восприятия иммерсивного окружения играют психологические факторы. Психологические факторы — это особенности пользователя, которые определяют, в какой мере пользователь воспринимает виртуальную среду как реальную. Психологические факторы чувства присутствия крайне важны, так как чувство присутствия — это субъективный феномен, не определяемый полностью технологическими особенностями систем предъявления виртуальной реальности.

## В образовании
В зарубежной литературе фигурирует понятие «Immersive learning» (immersive teaching, immersive education), описывающее изучение и консолидацию потенциала так называемых «виртуальных миров» в образовательной среде. Иммерсивные технологии подразумевают трансформацию роли педагога, выставляя акцент на проектировании многомодальной виртуальной среды, создания сценариев погружения. За последние несколько лет «иммерсивность» в сфере образования была признана мощным и эффективным инструментом поддержки обучения.
Иммерсивный подход в образовании Архивная копия от 22 апреля 2021 на Wayback Machine осмысливается как стратегия познания, а также совокупность приёмов, способов интерактивного продуктивного взаимодействия субъектов образовательного процесса с целью развития и саморазвития личности обучающегося в условиях искусственно созданного виртуального окружения, которое способно комплексно воздействовать на его сенсорные модальности.

## Связанные понятия
С понятием иммерсивности тесно связан ещё один термин из психологии — когнитивный контроль. Когнитивный контроль — это система метакогнитивных функций, обеспечивающих настройку специализированных когнитивных процессов на решение определённых задач в определённых условиях. Например, к процессам когнитивного контроля относятся процессы управления вниманием, связанные с выделением тех атрибутов стимуляции, которые являются релевантными для решения текущей задачи. К функциям когнитивного контроля относятся: «сборка» последовательностей процессов когнитивной обработки, удовлетворяющих требованиям конкретной задачи, инициация когнитивных процессов; настройка сенсомоторных процессов на требования конкретной задачи; подавление реакций, не соответствующих требованиям текущей задачи: координация одновременного выполнения нескольких задач; обнаружение и коррекция ошибок; завершение выполнения когнитивных процессов. Таким образом, процессы когнитивного контроля являются процессами регуляции когнитивной деятельности. Конгитивный контроль непосредственным образом влияет на возникновение чувства погруженности в моделируемую реальность.
Технологии виртуальной реальности уже находят широкое применение в различных сферах деятельности, а во всём мире уже давно используются в целях образования. Ведутся разработки, направленные на её применение в дистанционном обучении, обусловленные возрастающей важностью последнего. В современном мире активно развивается технология дополненной реальности (Augmented Reality), которая является следствием совершенствования глобальных технологий передачи и обработки информации. Искусственно воссозданная реальность смешивается с информацией действительного мира. Интенсивное развитие процессов виртуализации предполагает активное изучение воздействия явления на человека, на данном этапе в этом вопросе недостаточно исследовательской активности.